# Alicia Kozameh
Alicia Kozameh (Rosário, Argentina, 20 de março de 1953) é uma escritora argentina.

## Biografia
Defensora dos direitos humanos, igualdade e justiça, Alicia vive em Los Angeles, Califórnia, onde leciona e escreve seus romances e contos. Seu primeiro romance, Pasos bajo el agua, foi publicado em 1987.
Em 24 de  março de 1976 tanques militares invadiram a Casa Rosada em Buenos Aires. O golpe derrubou a então presidenta da Argentina Isabel Perón e instalou uma ditadura baseada na violência contra os cidadãos. Jorge Rafael Videla assumiu a presidência e o comando do autodenominado "Processo de Reorganização Nacional" que organizou a "guerra suja".
Ao assumir o comando, a junta militar derrubou o congresso nacional e substituiu membros da Corte Suprema. Devido ao caos político-econômico que a Argentina vivia sob o comando de Isabel Perón, parte do país não se opôs à junta e apoiou o golpe, principalmente a classe média que acreditou ser o Processo de Reorganização Nacional a saída para o fracasso administrativo da então presidenta. No entanto, hoje sabemos que esse "processo" foi um período de violência institucionalizada que matou, torturou, sequestrou e abduziu milhares de pessoas. Homens, mulheres e crianças viveram o terror, disfarçado como democracia, promovido pelo governo argentino.
Para os militares, a "guerra suja" foi uma luta necessária contra a subversão e a tentativa de curar o corpo social do câncer que eles consideravam ser o Comunismo. Para as milhares de pessoas que viveram anos encarcerados e sofreram torturas físicas e psicológicas, assim como para as pessoas que até hoje não conhecem o paradeiro de seus filhos e familiares, os sete anos de ditadura foram um pesadelo.
Quando a Argentina ainda vivia sob o comando de Isabel Perón, muitos cidadãos foram acusados de subversão, presos e torturados pela Aliança Anticomunista Argentina, conhecida como "Triple A" ou AAA. Sabe-se que a história da Argentina é marcada por freqüentes atos de brutalidade contra os diretos humanos. Em 1974, Dr. Eduardo Kozameh, tio de Alicia e médico amado por seus pacientes, foi morto a tiros na rua. Em setembro de 1975, Alicia Kozameh foi detida como presa política e mantida em cárcere até dezembro de 1978 quando estudava filosofia e literatura na Universidade Nacional de Rosário. Alicia foi enviada para a prisão conhecida como "El Sótano" no departamento de polícia de Rosário, sua cidade natal. Em novembro de 1976 foi transferida para "Villa Devoto", prisão em Buenos Aires. Alicia foi solta em liberdade condicional em dezembro de 1978 e permaneceu em condicional até julho de 1979. Em 1980 exilou-se em Los Angeles, Califórnia e na cidade do México de 1982 a 1984, quando retornou a Los Angeles e deu à luz sua única filha Sara. Nesse mesmo ano retornou à Argentina onde viveu por quatro anos. Em 1988, por ser ameaçada de morte após a publicação de Pasos bajo el agua, mudou-se para a Califórnia onde vive na atualidade, com sua filha.
Alicia escreve desde criança, no entanto, sua experiência como presa política tornou-se constante pano de fundo para sua obra literária. Apesar da característica biográfica de seus textos, pode-se dizer que sua obra conta a história de milhares de cidadãos oprimidos e mortos pela "guerra suja". Portanto, a obra de Kozameh representa uma mudança no gênero de narrativas carcerárias. Diferente de outras escritoras e escritores que narraram sua experiência nos cárceres da ditadura militar argentina, Alicia Kozameh criou textos que ao mesmo tempo são fictícios e verídicos sobre a sua vida e de outras mulheres nos cárceres da "guerra suja". Alicia afirma "lo que escribo es una forma de ficcionalización de una realidad que no es solamente la mía, sino una realidad conjunta" (o que escrevo é uma forma de ficcionalização de uma realidade que não é somente minha, mas uma realidade conjunta). No entanto, a obra de Alicia não é composta apenas por narrativas sobre experiências carcerárias e de exílio, ela também cria textos que são verdadeiras metáforas de tais experiências.
Desde os anos 80 Alicia é chamada para participar de eventos literários, conferências diversas e encontros sobre direitos humanos nos Estados Unidos, Europa e América Latina. Sua participação em eventos muitas vezes é marcada pela leitura de seus textos. Sua obra foi traduzida nos Estados Unidos e na Alemanha - começou a ser traduzida em 2008 no Brasil - e estudada por críticos literários desses países e do Brasil. Alicia Kozameh é ativa como escritora e professora universitária.

## Publicações

### Romances
- Pasos bajo el agua. Buenos Aires: Contrapunto, 1987;
- 259 saltos, uno inmortal. Córdoba: Narvaja Editor, 2001. ISBN 987-530-016-0;
- Pasos bajo el agua. Córdoba: Alción Editora, 2002. ISBN 987-1359-61-6;
- Patas de avestruz. Córdoba: Alción Editora, 2003. ISBN 987-1359-59-4;
- Basse danse. Córdoba: Alción Editora, 2007. ISBN 987-1359-37-3.
- Natatio aeterna. Córdoba: Alción Editora, 2011.
- Eni Furtado no ha dejado de correr. Córdoba: Alción Editora, 2013.
- Bruno regresa descalzo. Córdoba: Alción Editora, 2016.

### Coletânea de contos
- Ofrenda de propia piel. Córdoba: Alción Editora, 2004. ISBN 987-1359-60-8.

### Poesia
- Mano en vuelo, Córdoba: Alción 2009. ISBN 978-987-646-079-8
- Sal de sangres en guerra, Córdoba: Alción 2018. ISBN 978-987-646-735-3
- Sal de sangres en declive, Córdoba: Alción 2019. ISBN 978-987-646-802-2
- Sal de sangres en pánico, Córdoba: Alción 2020. ISBN 978-987-646-861-9
- Sal de sangres en incendio, Córdoba: Alción 2020. ISBN 978-987-646-904-3
- Sal de sangres en sangre, Córdoba: Alción 2021. ISBN 978-987-646-943-2

### Traduções
- Steps Under Water. David E. Davis. Berkeley: University of California Press, 1996. ISBN 0-520-20387-9 (tradução de Pasos bajo el agua);
- Straussenbeine. Erna Pfeiffer. Vienna: Milena Verlag, 1996. ISBN 3-85286-037-7 (tradução de Patas de avestruz);
- Schritte unter Wasser. Erna Pfeiffer. Vienna: Milena Verlag, 1999. ISBN 3-85286-069-5 (tradução de Pasos bajo el agua);
- 259 Leaps, the Last Immortal. Clare Sullivan. San Antonio: Wings Press, 2006. ISBN 0-930324-87-0 (tradução de 259 saltos, uno inmortal).
- Ostrich Legs. A Novel by Alicia Kozameh. Translated from the Spanish by David E. Davis. San Antonio, TX: Wings Press, 2013 tradução de Patas de avestruz)
- Eni Furtado Has Never Stopped Running. Andrea Labinger, trans. San Antonio, TX: Wings Press, 2014 (tradução de Eni Furtado no ha dejado de correr)
- Main en vol. Traduit de l’espagnol (Argentine) par Anne-Claire Huby. Lyon, France: L’atelier du tilde, 2011. (tradução de Mano en vuelo).
- Esquisse des hauteurs (Récit). Traduit de l’espagnol (Argentine) par Anne-Claire Huby. Lyon, France: L’atelier du tilde, 2011. (tradução de „Bosquejo de alturas“)
- 259 sauts, un immortel. Traduit de l’espagnol (Argentine) par Anne-Claire Huby. Lyon: Zinnia Éditions, 2013 (tradução de 259 saltos, uno inmortal)
- La peau même en offrande. Traduit de l’espagnol (Argentine) par Anne-Claire Huby. Lyon: Zinnia Éditions, 2013 (tradução de Ofrenda de propia piel)
- Pattes d’autruche. Traduit de l’espagnol (Argentine) par Anne-Claire Huby. Lyon: Zinnia Éditions, 2014 (tradução de Patas de avestruz)
- Passi sotto l’acqua. Brunilde Scalabrini, trad. Postfazione di Emilia Perassi. Milán: et al./EDIZIONI, 2013 (tradução de Pasos bajo el agua).
- 259 Sprünge (Salto Immortale inbegriffen). Erna Pfeiffer, trad. Wien: Löcker-Verlag, 2017 (edition pen, Bd. 60) ISBN 978-3-85409-844-7